# Con giống
Con giống là các cá thể động vật được chọn giữ và sử dụng để chọn tạo giống hay đơn giản là một con vật được giữ lại làm giống. Đây là thuật ngữ được sử dụng trong ngành chăn nuôi là sinh vật cảnh. Thông thường, một con giống là một con vật thuần chủng có mục đích sản xuất ra giống thuần chủng hoặc thậm chí cả động vật có chất lượng (phẩm giống). Tuy nhiên, trong một số trường hợp, một con vật nuôi lai giống với một giống khác hoặc một giống hỗn hợp với mục đích kết hợp các khía cạnh của hai hoặc nhiều giống khác nhau. 

## Tông quan
Nếu giống cho một con vật thuần chủng sẽ được sử dụng để nuôi triển lãm hoặc nuôi trong tương lai (vật nuôi hoặc gia súc), động vật phải được đăng ký và tuân thủ các tiêu chuẩn được đặt ra cho giống đó trong một tiêu chuẩn giống do cơ quan trung ương lưu giữ, Ngoài ra, các câu lạc bộ giống, câu lạc bộ nuôi chó hoặc cơ quan quản lý khác có thể có các hạn chế khác đối với loại động vật có thể được sử dụng để sản xuất con cái có thể được đăng ký. Ví dụ, một số hiệp hội nuôi nhân giống ngựa cho phép các cá thể lai và lai tạp. Câu lạc bộ giống cá thể có thể có các tiêu chí bổ sung, chặt chẽ hơn.

## Quy định
Quy định của Pháp luật Việt Nam hiện hành có định nghĩa về con giống Giống vật nuôi là quần thể vật nuôi cùng loài, cùng nguồn gốc, có ngoại hình và cấu trúc di truyền tương tự nhau, được hình thành, củng cố, phát triển do tác động của con người, giống vật nuôi phải có số lượng nhất định để nhân giống và di truyền được những đặc điểm của giống cho thế hệ sau. Giống vật nuôi nội địa đều là sản phẩm của một nền sản xuất, một nền văn hoá của từng dân tộc ở Việt Nam.
Giống vật nuôi theo quy định của pháp luật hiện hành bao gồm các giống gia súc, gia cầm, ong, tằm, động vật thủy sản và các sản phẩm giống của chúng như tinh, phôi, trứng giống, ấu trùng và vật liệu di truyền giống. Phạm vi ban đầu của giống vật nuôi bao gồm trâu, bò, dê, cừu, lợn, gà, vịt, ngan (vịt xiêm) dùng để làm con giống chăn nuôi (chủ yếu là các giống động vật trong sản xuất nông nghiệp). Giống vật nuôi thuần chủng là giống ổn định về di truyền và năng suất; giống nhau về kiểu gen, ngoại hình và khả năng kháng bệnh. Nguồn gen vật nuôi là tài sản quốc gia do Nhà nước Việt Nam quản lý. Giống thương phẩm là đàn giống vật nuôi được sinh ra từ đàn giống bố mẹ hoặc từ đàn nhân giống.